# Recursos do Mozilla Firefox
Os recursos do Mozilla Firefox são as funcionalidades que este navegador proporciona, as quais distinguem-no de outros navegadores. Muitos destes recursos também podem ser encontrados em outros navegadores como o Opera e muitos outros recursos comuns a outros navegadores não estão presentes por padrão numa tentativa de diminuir o peso do navegador e filtrar apenas os recursos necessários a todo tipo de usuário. Novas funções podem ser adicionadas por meio de extensões.

## Navegação tabulada

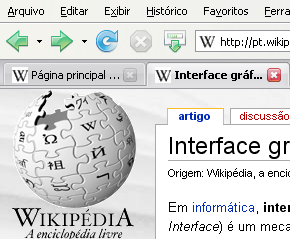
Abas do Firefox

O Firefox suporta navegação tabulada (tabbed browsing), também chamada de navegação por abas, que permite aos usuários abrir diversas páginas numa mesma janela tendo na parte superior um índice com a aba de cada página. Este recurso foi adicionado primeiramente à suíte Mozilla, que por sua vez a pegou da extensão para Mozilla Multizilla.
Antes do lançamento da versão 1.0, o Firefox não suportava o modo de janela única automaticamente, no qual todos os links que abririam nova janela seriam abertos em uma nova aba. Este recurso foi introduzido na versão 1.0 após queixas de usuários que ameaçaram migração para concorrentes como Opera, Maxthon, e Avant Browser. Porém, isto causou muitos problemas com a política de uso, e em conseqüência foi desabilitado por padrão. Atualmente usuários que prefiram o modo de janela única utilizam extensões como Tabbrowser Preferences e Tabbrowser Extensions para suprir a necessidade.

## Bloqueador de pop-up
O Firefox inclui também um bloqueador de janelas pop-up integrado. Esta função foi adicionada durante o período de desenvolvimento (estágio beta) e foi um grande argumento em comparação ao Internet Explorer, líder de mercado, que ganhou esta funcionalidade apenas com a atualização para o Windows XP Service Pack 2. Ele bloqueia as janelas pop-up de sites por padrão, mas pode ser desligado permanentemente ou configurado para permitir exceções para determinados sites. Em muitos casos é possível ver a URL da janela pop-up clicando na caixa de diálogo exibida ao bloquear uma pop-up. Isto torna mais fácil decidir se o usuário deseja exibir ou não a pop-up bloqueada.

## Gerenciador de downloads
Um gerenciador de downloads customizável foi incluído. Downloads podem ser abertos automaticamente dependendo do tipo de arquivo ou salvos diretamente no disco. Por padrão, o Firefox baixa todos os arquivos de usuários de Windows e Mac OS na área de trabalho ou na pasta principal, no Linux, mas pode ser configurado para baixar em uma pasta específica ou perguntar sempre em qual pasta deseja baixar. Atualmente o gerenciador de downloads do Firefox não permite que um download seja pausado e continuado em outra sessão. Uma vantagem do Firefox é exibir a URL completa do arquivo baixado através da janela Propriedades de cada download, enquanto o Internet Explorer exibe apenas o nome do arquivo e o domínio onde está hospedado.

## Live Bookmarks
Através de feeds RSS e Atom, "Live Bookmarks" (favoritos ao vivo), outro recurso do Firefox, permite aos usuários alterações dinâmicas das fontes de notícia favoritas. Quando esta função foi introduzida, muitos críticos disseram que o Firefox estava começando a incluir recursos inúteis e dispensáveis e que deixava de ser um navegador "enxuto" para se tornar uma nova suíte Mozilla.
Em vez de tratar feeds RSS como páginas HTML, tal como a maioria dos agregadores de feed online, eles são tratados como favoritos atualizados em tempo real com link para a fonte referente. Os Live Bookmarks são atualizados automaticamente, entretanto não há nenhuma opção no navegador para prevenir que estes Live Bookmarks sejam atualizados. Diferente dos favoritos comuns onde são usados favicons para representar os sites, para os Live Bookmarks são usados uma versão do ícone padrão dos feeds  adotado pelo Firefox.

## Tecnologias web suportadas

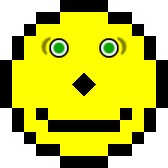
Resultado do teste Acid2

O Firefox utiliza motor de layout Gecko para renderizar páginas e por isto tem a capacidade de exibir todas as tecnologias por ele suportadas. Tais como: HTML, XML, XHTML, CSS, JavaScript, DOM, MathML, SVG e XSL. Apesar de ser defendido por desenvolvedores que seguem padrões web, até a versão 2 o Firefox não passa no teste Acid2 que determina quão fiel aos padrões CSS é a renderização de um navegador. Apenas em 8 de dezembro de 2006, a versão em desenvolvimento Firefox 3 Alpha 2 conseguiu passar no teste.

## Add-ons
Há três tipos de add-ons para Firefox: extensões (para adicionar funções ao navegador), temas (para alterar a aparência) e plugins (para exibir conteúdo adicional). Os add-ons para o Firefox podem ser obtidos através do site oficial Mozilla Add-ons ou de outras fontes.

### Extensões
Usuários do Firefox podem adicionar funções ao programa através da instalação de extensões. Isto permite ao Firefox trazer "de fábrica" apenas o básico para navegação. As funções trazidas com as extensões são as mais variadas, como, por exemplo, aumento na velocidade de navegação, bloqueio de anúncios nas páginas, melhora na navegação por abas além de integração com sites específicos como Twitter, orkut e del.icio.us. Muitas características e funções da suíte Mozilla que foram perdidas no Firefox podem ser restabelecidas através das extensões.
Muitas extensões não foram criadas nem são suportadas pela Mozilla Foundation. As extensões tem a mesma licença de software do Firefox. É possível criar extensões maliciosas, por isso a Mozilla mantém o repositório Mozilla Add-ons inspecionado por voluntários contra malwares. As extensões criadas por terceiros não atravessam o mesmo processo de teste do Firefox e podem conter erros e vulnerabilidades.

### Temas

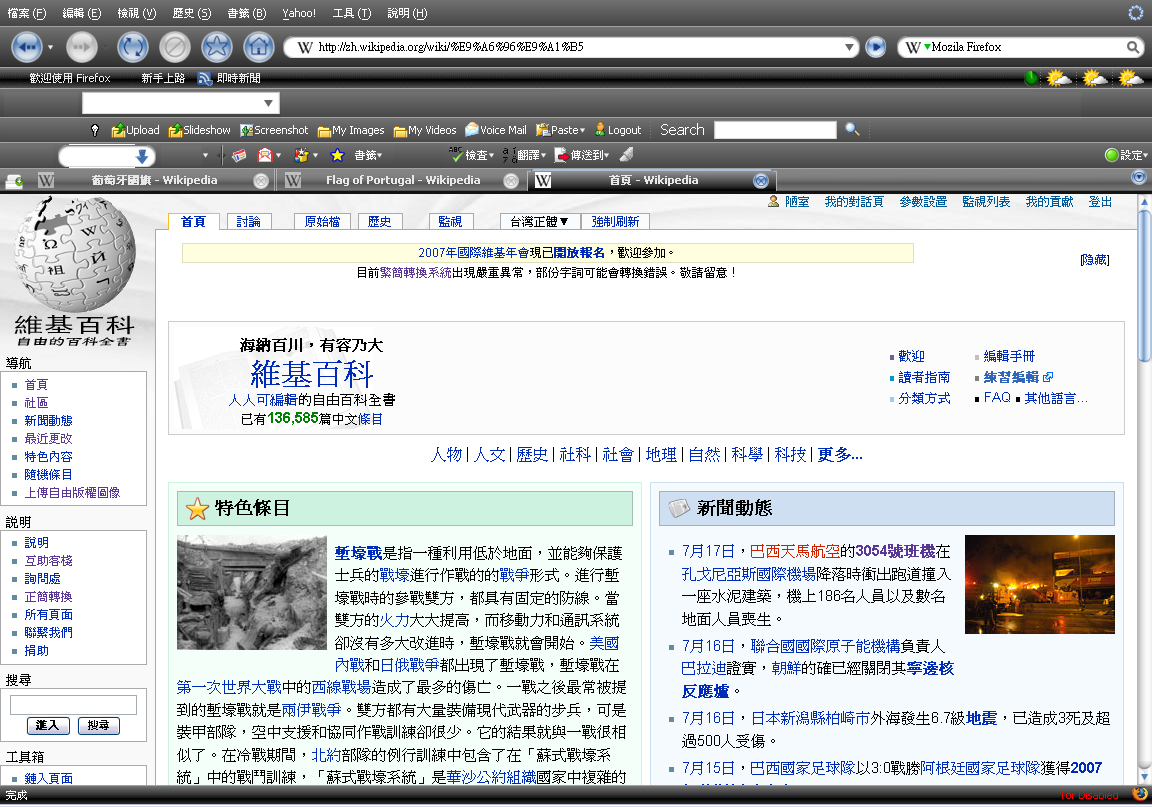
Firefox com tema escuro no Windows XP

O Firefox suporta uma variedade de temas/skins para mudança da aparência. Os temas são simples pacotes de arquivos CSS e imagem. Muitos temas podem ser baixados do Mozilla Add-ons. Entre os itens que podem ser alterados pelos temas estão os botões de navegação e as barras de ferramentas. A posição dos itens não pode ser alterada por um tema. Com o lançamento da versão 2 do Firefox, o tema padrão foi totalmente alterado e junto dele a janela de gerenciamento de temas.

### Plugins
O Firefox suporta plugins baseados no Netscape Plugin Application Program Interface (NPAPI), tal como também Opera e Internet Explorer nas versões 3.0 a 5.0.
Em 30 de junho de 2004, a Mozilla Foundation, em parceria com Adobe, Apple, Macromedia, Opera e Sun Microsystems anunciaram uma série de alterações nos plugins do navegador. A nova API permitirá que desenvolvedores web ofereçam uma experiência rica em navegação, ajudando a manter inovação e padrões. As novas tecnologias de plugin serão implementadas em versões futuras do navegador. A partir da versão 1.5 o Firefox passou a incluir o plugin Java Embedding, que permite aos usuários do Mac OS X executar applets Java com versões anteriores a 1.4 e 5.0 do Java (o software padrão lançado pela Apple não é compatível com nenhum navegador, exceto o Safari.

## Personalização
Além dos add-ons, o Firefox também possui recursos internos de personalização.
- A posição das barras de ferramentas e a interface são customizáveis.
- Preferências escondidas no atalho about:config podem ser usadas para modificar o comportamento dos recursos e performance.
- Uso de folhas de estilo em cascata por usuários para modificar a aparência de páginas visitadas.

## Suporte multi-plataforma

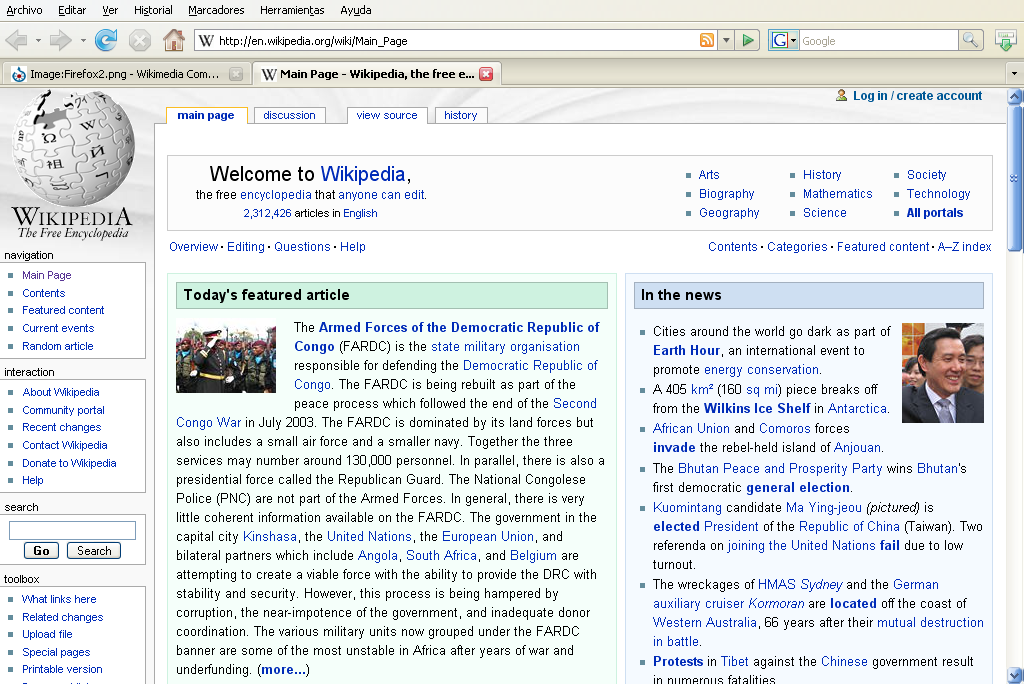
Firefox 2 no ubuntu

O Firefox funciona nos seguintes sistemas operacionais:
- Inúmeras versões do Microsoft Windows: 98, 98SE, Me, NT 4.0, 2000, XP,Server 2003,Windows Server 2008 e Windows 7.
- Mac OS X. Programadores da Apple criaram uma versão do Firefox que funciona com máquinas MacIntel, a qual parece ter funcionado de maneira satisfatória.
- Sistemas baseados em Linux que utilizam X.Org Server ou XFree86. Geralmente incluso na instalação como padrão.

Pelo fato de ser um software em código aberto, muitos programadores desenvolvem versões para outros sistemas operacionais que não são oficialmente suportadas pela Mozilla Foundation, a saber:
- Solaris (x86 e SPARC)
- FreeBSD
- PC-BSD
- NetBSD
- OS/2
- AIX

Versões para o Windows XP Professional x64 Edition também estão disponíveis, bem como versões para RISC OS e BeOS (projetos que ainda estão em andamento).
O formato que é usado para armazenar o perfil dos usuários é o mesmo em todas as plataformas, portanto um perfil pode ser compartilhado por diferentes sistemas (exemplo: um perfil armazenado em uma partição FAT32 que pode ser acessado tanto pelo Windows quanto pelo Linux). Entretanto, podem ocorrer problemas, principalmente no que se refere à extensões.

## Outros recursos

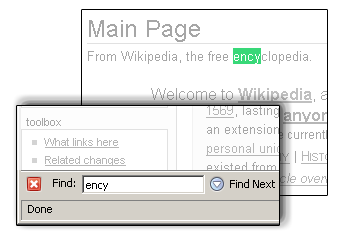
O recurso de localização simultânea

O Firefox possui uma busca interna na página conhecida como find as you type (localiza como você digita) invocado ao pressionar a barra (/) ou o atalho Ctrl + F. Com esse recurso habilitado basta digitar uma palavra que durante a digitação o Firefox já começa a localizar entre o texto da página exibida simultaneamente e destaca selecionando o primeiro resultado encontrado. Se a seqüência de caracteres digitada não for localizada na página, o campo de busca fica vermelho.
Outro recurso importante é o campo de busca integrado. Ele permite fazer pesquisa em diversos sites que ofereçam o serviço de busca interna ou buscadores. Por padrão o Firefox inclui busca no Google, Yahoo! e outros serviços dependendo do idioma do usuário. Mas mais buscadores podem ser adicionados através do Mycroft Project, um repositório de canais de busca para os produtos Mozilla ou visitando uma página que tenha um script ligando um canal de busca em seu código fonte. Ao acessar uma destas páginas, o campo de busca do Firefox ganha um realce e a opção Adicionar "Nome do Site" é exibida na lista de buscas.
Pode-se definir palavras-chave aos sites adicionados como favoritos. Isto ocorre abrindo o menu Propriedades de um favorito. Ao definir palavras-chave, não é mais necessário digitar o endereço completo de um site para acessá-lo. Por exemplo, ao salvar a Wikipédia com a palavra-chave wiki, basta digitar wiki na barra de endereços que o Firefox levará à Wikipédia.